# Iridi
Iridi là một nguyên tố hóa học với số nguyên tử 77 và ký hiệu là Ir. Là một kim loại chuyển tiếp, cứng, màu trắng bạc thuộc nhóm platin, iridi là nguyên tố đặc thứ 2 (sau osmi) và là kim loại có khả năng chống ăn mòn nhất, thậm chí ở nhiệt độ cao khoảng 2000 °C. Mặc dù chỉ các muối nóng chảy và halogen nhất định mới ăn mòn iridi rắn, bụi iridi mịn thì phản ứng mạnh hơn và thậm chí có thể cháy. Các hợp chất iridi quan trọng nhất được sử dụng là các muối và acid tạo thành với clo, mặc dù iridi cũng tạo thành một số các hợp chất kim loại hữu cơ được dùng làm chất xúc tác và nghiên cứu.191Ir và 193Ir là hai đồng vị tự nhiên của iridi và cũng là hai đồng vị bền; trong đó đồng vị 193Ir phổ biến hơn.
Iridi được Smithson Tennant phát hiện năm 1803 ở Luân Đôn, Anh, trong số các tạp chất không hòa tan trong platin tự nhiên ở Nam Mỹ. Mặc dù nó là một trong những nguyên tố hiếm nhất trong vỏ Trái Đất, với sản lượng và tiêu thụ hàng năm chỉ 3 tấn, nó có nhiều ứng dụng trong công nghiệp đặc thù và trong khoa học. Iridi được dùng với chức năng chống ăn mòn cao ở nhiệt độ cao như nồi nung làm tái kết tinh của các chất bán dẫn ở nhiệt độ cao, các điện cực trong sản xuất clo, và máy phát nhiệt điện đồng vị phóng xạ được dùng trong phi thuyền không người lái. Các hợp chất iridi cũng được dùng làm các chất xúc tác trong sản xuất acid axetic. Trong công nghiệp ôtô, iridi được dùng làm bugi (high-end after-market sparkplugs) với vai trò điện cực trung tâm, thay thế việc sử dụng các kim loại thông thường.
Các dị thường iridi cao trong lớp sét thuộc ranh giới địa chất K-T (kỷ Creta-kỷ Trias) đã đưa đến giả thuyết Alvarez, mà theo đó sự ảnh hưởng của một vật thể lớn ngoài không gian đã gây ra sự tiệt chủng của khủng long và các loài khác cách đây 65 triệu năm. Iridi được tìm thấy trong các thiên thạch với hàm lượng cao hơn hàm lượng trung bình trong vỏ Trái Đất. Người ta cho rằng lượng iridi trong Trái Đất cao hơn hàm lượng được tìm thấy trong lớp vỏ đá của nó, nhưng có mật độ cao và khuynh hướng của iridi liên kết với sắt, hầu hết iridi giảm theo chiều từ bên dưới lớp vỏ đi vào tâm Trái Đất khi Trái Đất còn trẻ và vẫn nóng chảy.
Iridi có thể được làm thành dải hoặc dây mảnh bằng cách cán hoặc chuốt kéo.

## Tính chất

### Tính chất vật lý

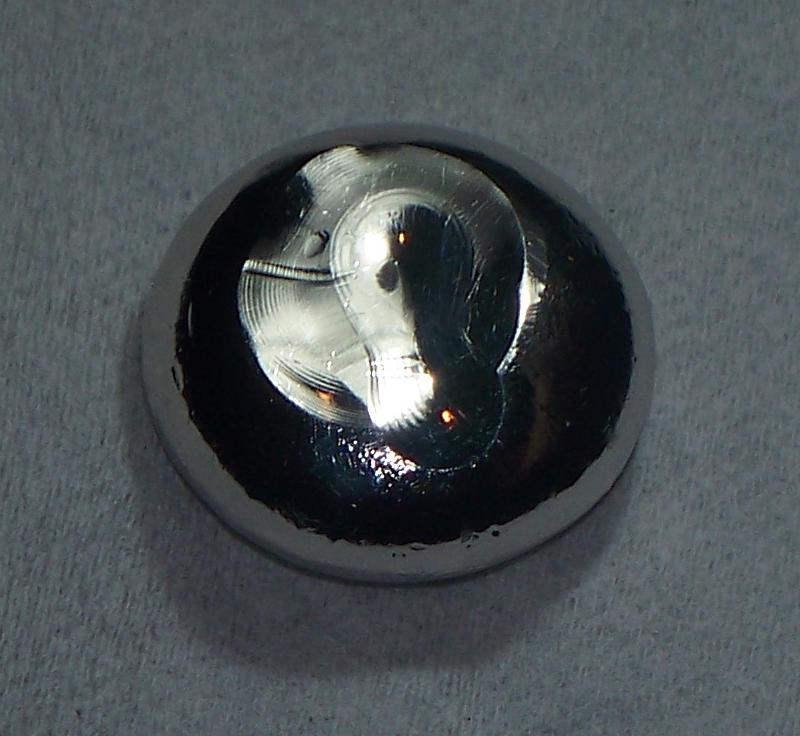
1 troi ao-xơ (31 g) iridi nóng chảy

Là thành viên của các kim loại nhóm platin, iridi có màu trắng tương tự platin nhưng hơi ngả sang màu vàng nhạt. Do độ cứng, giòn, và điểm nóng chảy rất cao của nó, iridi rắn khó gia công, định hình, và thường được sử dụng ở dạng bột luyện kim. Nó là kim loại duy nhất duy trì được các đặc điểm cơ học tốt trong không khí ở nhiệt độ trên 1600 °C. Iridi có điểm nóng chảy cao và trở thành chất siêu dẫn ở nhiệt độ dưới 0,14 K.
Mô đun đàn hồi của iridi lớn thứ 2 trong các kim loại, sau osmi. Điều này kết hợp với mô đun độ cứng cao và hệ số Poisson thấp cho thấy cấp độ của độ cứng và khả năng chống biến dạng lớn nên để chế tạo các bộ phận hữu ích là vấn đề rất khó khăn. Mặc dù có những hạn chế và giá cao, nhiều ứng dụng đã được triển khai trong các môi trường cần độ bền cơ học cao đặc biệt trong công nghệ hiện đại.
Mật độ được đo đạc của iridi chỉ thấp hơn của osmi một ít (khoảng 0,1%). Có một số nhập nhằng liên quan đến hai nguyên tố này là nguyên tố nào đặc hơn, do kích thước nhỏ khác nhau về mật độ và khó khăn về độ chính xác của phép đo, nhưng, khi độ chính xác tăng khi tính mật độ bằng dữ liệu tinh thể học tia X thì mật độ của iridi là 22,56 g/cm³ và của osmi là 22,59 g/cm³.

### Tính chất hóa học
Iridi là kim loại có khả năng chống ăn mòn lớn nhất: nó không phản ứng với hầu hết acid, nước cường toan, kim loại nóng chảy hay các silicat ở nhiệt độ cao. Tuy nhiên, nó có thể phản ứng với một số muối nóng chảy như natri xyanua và kali xyanua, cũng như oxy và các halogen (đặc biệt flo) ở nhiệt độ cao hơn.

### Các hợp chất
| Các trạng thái oxy hóa | Các trạng thái oxy hóa |
| ---------------------- | ---------------------- |
| −3                     | [Ir(CO) 3]3−           |
| −1                     | [Ir(CO) 3(PPh 3)]−     |
| 0                      | Ir 4(CO) 12            |
| +1                     | [Ir(CO)Cl(PPh 3) 2]    |
| +2                     | IrCl 2                 |
| +3                     | IrCl 3                 |
| +4                     | IrO 2                  |
| +5                     | Ir 4F 20               |
| +6                     | IrF 6                  |
| +7                     | [(η2 -O 2)IrO 2]+      |
| +8                     | IrO 4                  |
| +9                     | [IrO 4]+               |

Iridi tạo thành các hợp chất ở dạng oxide có trạng thái oxy hóa từ −3 đến +6; trạng thái oxy hóa phổ biến nhất là +3 và +4. Các mẫu có tính chất đặc trưng tốt của các trạng thái oxy hóa cao nhất thì hiếm có, nhưng có một số dạng như IrF
6 và 2 oxide hỗn hợp Sr
2MgIrO
6 và Sr
2CaIrO
6. Ngoài ra, năm 2009, iridi(VIII) tetroxide (IrO
4) đã được điều chế ở dạng matrix isolation conditions (6 K trong Ar) bằng cách chiếu tia cực tím vào phức iridium-peroxo. Tuy nhiên, mẫu này không ổn định như mong đợi khi mà trạng thái rắn của nó phải được duy trì ở nhiệt độ cao hơn. Trạng thái oxy hóa cao nhất (+9) cũng là điểm mà nhiệt độ cao nhất được ghi nhận đối với bất kỳ nguyên tố này, chỉ được biết đến ở một cation IrO+
4; đó là loại pha khí duy nhất được biết đến và không hình thành bất kỳ muối nào.
Iridi dioxide, IrO
2, một chất bột màu nâu, là oxide của iridi được mô tả chi tiết nhất. Sesquioxide, Ir
2O
3, đã được mô tả là một chất bộ màu xanh-đen bị oxy hóa thành IrO
2 bởi HNO
3. Disulfide, diselenua, sesquisulfide, và sesquiselenua tương ứng cũng đã được biết đến, và IrS
3 cũng đã được nghiên cứu. Iridi cũng tạo thành các iridat có trạng thái oxy hóa +4 và +5, như K
2IrO
3 và KIrO
3, các chất này có thể được điều chế từ phản ứng của kali oxide hoặc kali superoxide với iridi ở nhiệt độ cao.
Mặc dù các hydride hai cấu tử của iridi, Ir
xH
y đã được biết đến, các phức được cho là có chứa IrH4−
5 và IrH3−
6, trong các phức này iridi có trạng thái oxy hóa tương ứng là +1 và +3. Hydride ba cấu tử Mg
6Ir
2H
11 được tin là chứa cả IrH4−
5 và IrH5−
4 18-electron.
Không monohalide hoặc dihalide nào tồn tại trong khi trihalide, IrX
3, kết hợp với tất cả halogen. Đối với trạng thái oxy hóa +4 và cao hơn, chỉ có tetrafluorua, pentafluorua và hexafluorua là tồn tại. Iridi hexafluorua, IrF
6, là chất rắn màu vàng có tính phản ứng mạnh, bao gồm các phân tử tám mặt. Nó phân hủy trong nước và bị khử thành IrF
4 ở dạng chất rắn kết tinh bằng iridi màu đen. Iridi pentaflorua có tính chất tương tự nhưng thật sự là một tetramer, Ir
4F
20, được tạo thành bởi bát diện dùng chung 4 góc. Kim loại iridi tan trong cyanide-kali kim loại nóng chảy tạo ra ion Ir(CN)3+
6 (hexacyanoiridat).

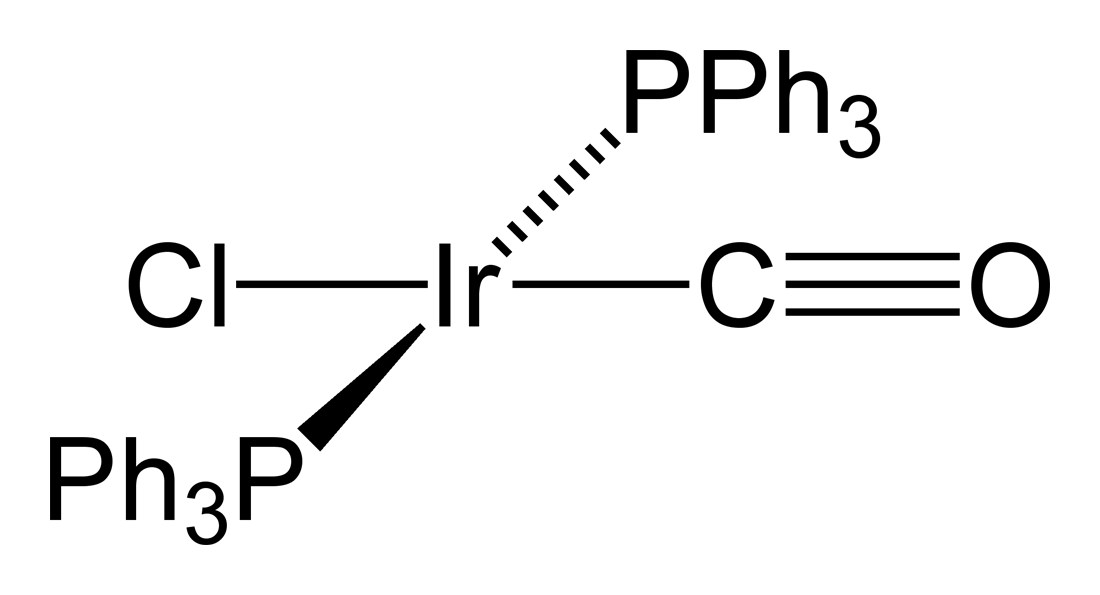
Phức Vaska

Acid hexachloroiridic(IV), H
2IrCl
6, và các muối của nó là những hợp chất iridi quan trong nhất trong lĩnh vực công nghiệp. Chúng liên quan đến việc làm tinh khiết iridi và được sử dụng như các tiền chất để tạo các hợp chất iridi quan trọng khác, cũng như trong việc mạ anode. Ion IrCl2−
6 có màu nâu sẫm, và có thể dễ dàng bị khử thành IrCl3−
6 nhạt màu hơn và ngược lại. Iridi trichlorua, IrCl
3, có thể thu được ở dạng anhydrat từ sự oxy hóa trực tiếp bột iridi bằng clo ở 650 °C, hoặc dạng hydrat bằng cách hòa tan Ir
2O
3 trong Acid clohydric, thường được dùng làm vật liệu ban đầu trong việc tổng hợp các hợp chất Ir(III) khác. Hợp chất khác được sử dụng làm tiến chất là ammoni hexachloroiridat(III), (NH
4)
3IrCl
6. Các phức iridi(III) là nghịch từ (spin thấp) và thường có phân tử tám mặt đối xứng.
Các hợp chất iridi hữu cơ chứa các liên kết iridi–carbon trong đó kim loại thường có trạng thái oxy hóa thấp hơn. Ví dụ, trong thái oxy hóa zero được phát hiện trong tetrairidi dodecacarbonyl, Ir
4(CO)
12, đây là một carbonyl của iridi hai cấu tử bền ổn định và phổ biến nhất. Trong hợp chất này, mỗi nguyên tử iridi được liên kết đến 3 nguyên tử khác, tạo thành ô mạng tứ diện. Một vài hợp chất kim loại hữu cơ Ir(I) không đủ nổi tiếng để đặt tên sau khi được phát hiện ra. Ví dụ một chất là phức Vaska, IrCl(CO)[P(C
6H
5)
3]
2, nó có tính chất liên kết bất thường với phân tử oxy, O
2. Một chất khác là xúc tác Crabtree, xúc tác đồng nhất trong các phản ứng tạo hydro. Các hợp chất này đều có cấu trúc phẳng vuông, phức d8, có tổng cộng 16 electron liên kết, chúng liên quan đến tính hoạt động của chất này.
Một vật liệu hữu cơ gốc iridi LED đã được ghi nhận, và được phát hiện là sáng hơn nhiều so với DPA hoặc PPV, vì vậy nó có thể là nền tảng cho ánh sáng OLED chủ động trong tương lai.

### Đồng vị
Iridi có hai đồng vị bền trong tự nhiên là 191Ir và 193Ir, với thành phần thứ tự 37,3% và 62,7%. Có ít nhất 34 đồng vị phóng xạ đã được tổng hợp có số khối từ 164 đến 199. 192Ir, nằm giữa hai đồng vị bền là đồng vị phóng xạ bề nhất với chu kỳ bán rã là 73,827 ngày, và được ứng dụng trong cận xạ trị và trong chụp ảnh phóng xạ công nghiệp, đặc biệt trong các thí nghiệm không phá hủy các mối hàn của thép và trong công nghiệp dầu khí; các nguồn iridi-192 liên quan đến nhiều sự cố phóng xạ. Ba đồng vị khác có chu kỳ bán rã ít nhất một ngày—188Ir, 189Ir, và 190Ir. Các đồng vị có số khối dưới 191 phân rã theo cách kết hợp giữa phân rã β+, α, và (hiếm hơn) phát xạ proton, ngoại trừ 189Ir phân rã bằng cách bắt giữ electron. Các đồng vị tổng hợp nặng hơn 191 phân rã β−, mặc dù 192Ir cũng có bắt giữ một ít electron. Tất cả các đồng vị đã biết của iridi đã được phát hiện trong khoảng thời gian 1934 và 2001; đồng vị được phát hiện gần đây nhất là 171Ir.
Ít nhất có 32 đồng phân hạt nhân đã được mô tả có số khối từ 164 đến 197. Đồng phân ổn định nhất là 192m2Ir, nó phân rã thành đồng phân chuyển tiếp với chu kỳ bán rã 241 năm, nên nó là đồng phân ở định hơn trong tất cả các đồng vị tổng hợp ở trạng thái ổn định. Đồng phân kém bền nhất là 190m3Ir có chu kỳ bán rã chỉ 2 µ giây. Đồng vị 191Ir là đồng vị đầu tiên trong bất kỳ nguyên tổ nào thể hiện hiệu ứng Mössbauer. Điều này rất hữu ích trong phổ Mössbauer trong nghiên cứu vật lý, hóa học, sinh hóa, luyện kim và khoáng vật học.

## Lịch sử

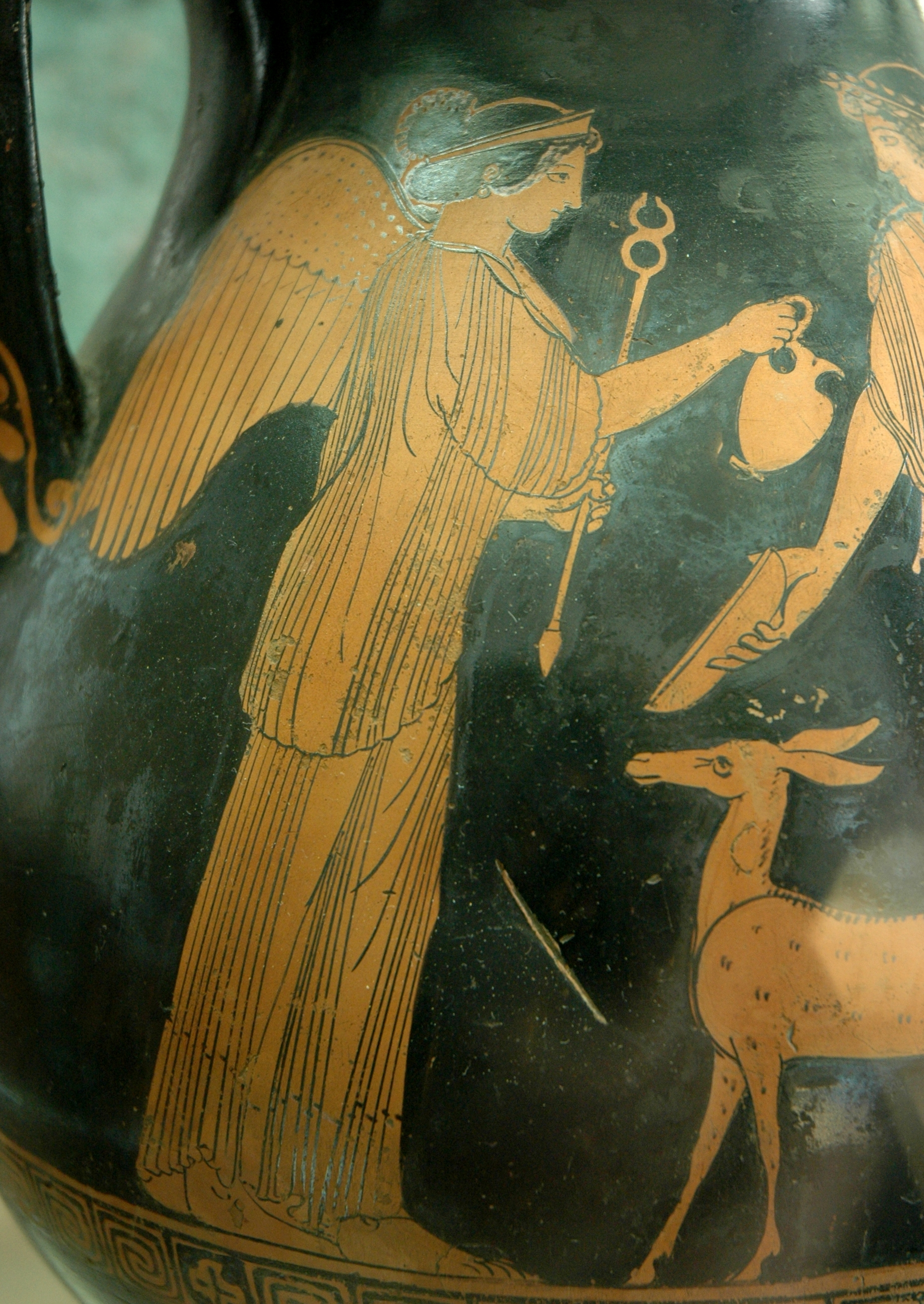
Thần Hy Lạp Iris, được dùng để đặt tên cho nguyên tố iridi.

Việc phát hiện ra iridi đan xen với việc phát hiện ra platin và các kim loại khác trong nhóm platin. Platin tự sinh được sử dụng bởi người Ethiopia cổ đại và trong các nền văn hóa Nam Mỹ cũng có chứa một lượng nhỏ các kim loại khác thuộc nhóm platin bao gồm cả iridi. Platin đến Châu Âu với tên gọi là platina ("silverette"), được tìm thấy trong thế kỷ 17 bởi những kẻ xâm lược người Tây Ban Nha trong vùng mà ngày nay được gọi là Chocó ở Colombia. Việc phát hiện kim loại này không ở dạng hợp kim của các nguyên tố đã biết, nhưng thay vào đó là một nguyên tố hoàn toàn mới, mà đã không được biết đến cho mãi tới năm 1748.
Các nhà hóa học nghiên cứu platin đã hòa tan nó trong nước cường toan để tạo ra các muối tan. Chúng được quan sát từ một lượng nhỏ có màu sẫm, chất còn lại không tan. Joseph Louis Proust đã nghĩ rằng chất không tan này là graphit. Các nhà hóa học Pháp Victor Collet-Descotils, Antoine François, comte de Fourcroy, và Louis Nicolas Vauquelin cũng đã quan sát chất cặn này năm 1803, nhưng không thu thập đủ cho các thí nghiệm sau đó.
Năm 1803, nhà khoa học Anh Smithson Tennant (1761–1815) đã phân tích chất cặn không tan và kết luận rằng nó phải chứa một kim loại mới. Vauquelin đã xử lý bột trộn với kiềm và các acid và thu được một oxide dễ bay hơn mới, mà từ đó ông tin rằng đây là kim loại mới, ông đặt tên nó là ptene, trong tiếng Hy Lạp πτηνός ptēnós nghĩa là "cánh chim". Tennant đã có thuận lợi hơn trong việc thu được lượng cặn lớn hơn, và ông tiếp tục nghiên cứu của mình và xác định hai nguyên tố mà trước đó chưa được phát hiện trong chất cặn đen, là iridi và osmi. Ông thu được các tinh thể màu đỏ sẫm (có lẽ là Na
2[IrCl
6]·nH
2O) bằng một chuỗi các phản ứng với natri hydroxide và Acid clohydric. Ông đặt tên iridium theo tên Iris (Ἶρις), the Greek winged goddess of the rainbow and the messenger of the Olympian gods, bởi vì nhiều muối mà ông thu được có nhiều màu. Việc phát hiện ra nguyên tố mới được ghi nhận trong một lá thư gởi Hiệp hội hoàng gia ngày 21 tháng 6 năm 1804.
Nhà khoa học người Anh John George Children là người đầu tiên nấu chảy mẫu iridi năm 1813 với sự trợ giúp của "pin mạ lớn nhất từng được chế tạo" (vào lúc đó). Lần đầu tiên thu nhận được iridi độ tinh khiết cao do Robert Hare thực hiện năm 1842. Ông đã phát hiện nó có tỉ trọng khoảng 21,8 g/cm³ và ghi nhận rằng kim loại này gần như không thể uốn và rất cứng. Việc nấu chảy đầu tiên với số lượng đáng kể được thực hiện bởi Henri Sainte-Claire Deville và Jules Henri Debray năm 1860. Họ đã đốt hơn 300 lit khí O
2 và H
2 tinh khiết để thu được mỗi kg iridi.
Những điểm cực kỳ khó trong việc nung chảy kim loại đã làm hạn chế khả năng xử lý iridi. John Isaac Hawkins was looking to obtain a fine and hard point for fountain pen nibs, và năm 1834 đã kiểm soát việc tạo ra bút vàng có đầu iridi. Năm 1880, John Holland và William Lofland Dudley đã có thể nấu chảy iridi bằng cách cho thêm phosphor vào và nhận được bằng sáng chế công nghệ này ở Hoa Kỳ; Công ty Anh Johnson Matthey sau đó đã chỉ ra họ đã đang sử dụng công nghệ tương tự từ năm 1837 và đã trình diễn nấu chảy iridi tại nhiều hội chợ Thế giới. Ứng dụng đầu tiên của hợp kim iridi và rutheni là làm cặp nhiệt điện, nó được tạo ra bởi Otto Feussner năm 1933. Cặp nhiệt điện này cho phép đo nhiệt độ trong không khí lên đến 2000 °C.
Ở Munich, Đức vào năm 1957 Rudolf Mößbauer, trong bối cảnh được gọi là "một trong những thí nghiệm ấn tượng của vật lý thế kỷ 20", đã phát hiện ra sự cộng hưởng và recoil-phát xạ và hấp thụ tự do các tia gama bởi các nguyên tử trong kim loại rắn chỉ chứa 191Ir. Hiện tượng này được gọi là hiệu ứng Mössbauer (từng được quan sát trên các hạt nhân khác như 57Fe), và đã phát triển thành phổ Mössbauer, đã có những đóng góp quan trọng trong nghiên cứu vật lý, hóa học, sinh hóa, luyện kim, và khoáng vật học. Mössbauer đã nhận giải Giải Nobel vật lý năm 1961 ở tuổi 32, chỉ 3 năm sau khi phát hiện của ông được công bố. Năm 1986 Rudolf Mössbauer đã được vinh dự nhận được huy chương Albert Einstein và Elliot Cresson từ thành tựu này.

## Phân bố

Iridi là một trong những nguyên tố ít phổ biến n hất trong vỏ Trái Đất.

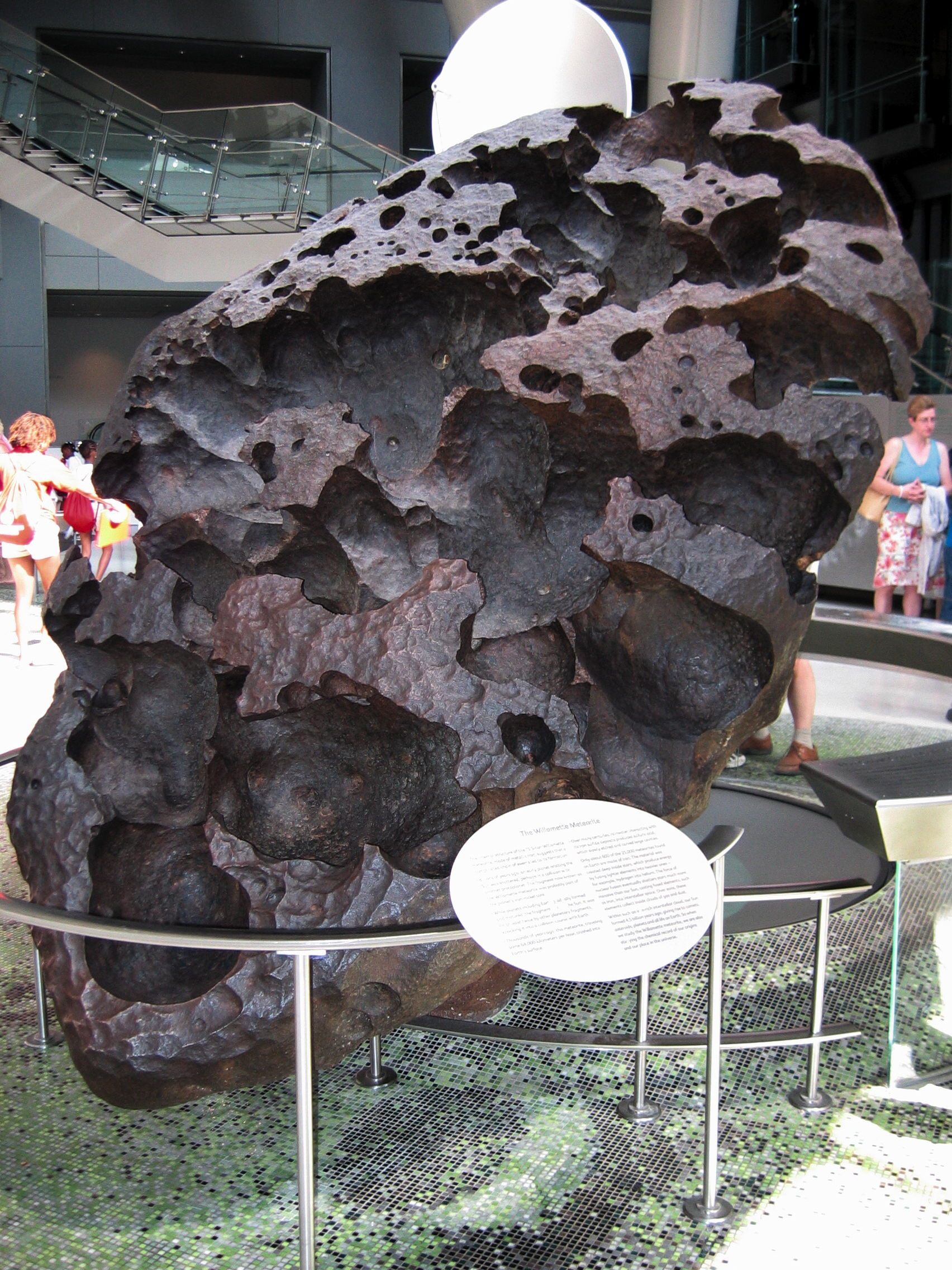
Thiên thạchWillamette, thiên thạch lớn thứ 6 được tìm thấy trên thế giới, có 4,7 ppm iridi.

Iridi là một trong 9 nguyên tố bền ít phổ biến nhất trong vỏ Trái Đất, có tỉ lệ khối trung bình 0,001 ppm trong đá của vỏ; trong khi vàng phổ biến hơn gấp 40 lần, platin gấp 10 lần, và bạc và thủy ngân gấp 80 lần. Teluride có độ phổ biến bằng với iridi. Ngược lại với tính phố biến thấp của nó trong đá của vỏ, iridi tương đối phổ biến trong các thiên thạch, với hàm lượng 0,5 ppm hoặc hơn. Tổng hàm lượng iridi trên Trái Đất được cho rằng lớn hơn nhiều so với những gì đã quan sát được trong đá của vỏ, nhưng do mật độ và tính siderophilic ("ái sắt") của iridi, nó chìm xuống bên dưới vỏ và đi vào trong lõi Trái Đất khi hành tinh còn ở trạng thái nóng chảy.
Iridi được tìm thấy trong tự nhiên ở dạng nguyên tố không kết hợp hoặc trong dạng hợp kim tự nhiên; đặc biệt là các hợp kim iridi–osmis, osmiridi (giàu osmi), và iridosmi (giàu iridi). Trong các mỏ nikel và đồng, các kim loại platin tồn tại ở dạng sulfide (như (Pt,Pd)S), tellurua (như PtBiTe), antimonua (PdSb), và arsenua (như PtAs
2). Trong tất cả các hợp chất này, platin là được trao đổi bởi một lượng nhỏ iridi và osmi. Cũng như với tất cả các kim loại nhóm platin, iridi có thể được tìm thấy trong tự nhiên ở dạng hợp kim với nikel tự sinh hoặc đồng tự sinh.
Trong vỏ Trái Đất, iridi được tìm thấy với hàm lượng cao nhất trong ba kiểu cấu trúc địa chất: quặng mácma (các thể mácma xâm nhập từ bên dưới), các hố va chạm, và quặng tái lắng đọng từ một trong các cấu trúc vừa kể trên. Trữ lượng nguyên sinh lớn nhất từng được biết là trong phức hệ mácma Bushveld ở Nam Phi, mặc dù các quặng lớn khác là mỏ đồng-nikel lớn gần Norilsk ở Nga, và bồn trũng Sudbury ở Canada cũng có một lượng đáng kể iridi. Các trữ lượng nhỏ hơn được tìm thấy ở Hoa Kỳ. Iridi cũng được tìm thấy ở dạng mỏ thứ sinh cùng với platin và các kim loại nhóm platin trong các trầm tích sông. Mỏ nguồn gốc sông được sử dụng bởi người tiền Columbia vùng Chocó, Colombia vẫn là nguồn cung cấp kim loại nhóm platin. Cho đến năm 2003, trữ lượng trên thế giới vẫn chưa được ước lượng.

### Có mặt trong ranh giới tuyệt chủng Creta-Paleogen

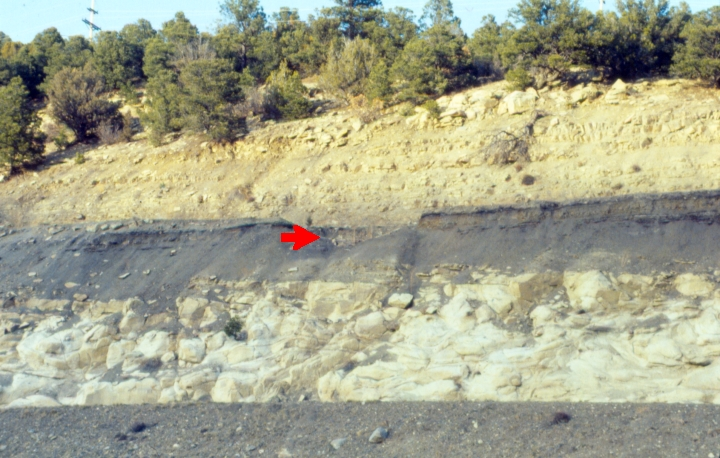
Mũi tên màu đỏ chỉ vào ranh giới kỷ Creta-Paleogen.

Ranh giới Kỷ Creta-Paleogen cách đây 66 triệu năm, đánh dấu mốc thời gian giữa Kỷ Creta và Paleogen trong thang thời gian địa chất, được xác định từ một lớp địa tầng mỏng là sét giàu iridi. Một nhóm nghiên cứu dẫn đầu là Luis Alvarez đã đề xuất năm 1980 về nguồn gốc ngoài Trái Đất của lượng iridi này, đó là do sự va chạm của một tiểu hành tinh hay sao chổi. Giả thuyết của họ, được gọi là giả thiết Alvarez, hiện được chấp nhận rộng rãi để giải thích sự kiện tuyệt chủng các loài khủng long phi chim. Một hố va chạm lớn bị chôn vùi với tuổi ước tính khoảng 66 triệu năm sau đó được xác định nằm ở nơi mà ngày nay là bán đảo Yucatán (tên gọi hố va chạm Chicxulub). Dewey M. McLean và những người khác đã tranh luận rằng iridi có thể có nguồn gốc phun trào, do lõi Trái Đất giàu iridi, và các núi lửa hoạt động như Piton de la Fournaise, ở đảo Réunion, vẫn đang giải phóng iridi.

## Sản xuất
| Năm  | Tiêu thụ (tấn) | Price (USD/ozt) |
| ---- | -------------- | --------------- |
| 2001 | 2.6            | 415.25          |
| 2002 | 2.5            | 294.62          |
| 2003 | 3.3            | 93.02           |
| 2004 | 3.60           | 185.33          |
| 2005 | 3.86           | 169.51          |
| 2006 | 4.08           | 349.45          |
| 2007 | 3.70           | 444.43          |
| 2008 | 3.10           | 448.34          |
| 2009 | 2.52           | 420.4           |
| 2010 | 10.40          | 642.15          |

Iridi được sản xuất thương mại ở dạng sản phẩm phụ của quá trình khai thác mỏ và chế biến nickel và đồng. Trong quá trình điện luyện đồng và nickel, các kim loại hiếm như bạc, vàng và kim loại nhóm platin cũng như selen và tellur lắng đọng ở đáy lò ở dạng "bùn anốt", là điểm khởi đầu của việc tách chúng. Để tách các kim loại này, chúng phải được chuyển thành dung dịch. Nhiều phương pháp tách khách nhau có thể áp dụng tùy theo thành phần của hỗn hợp; hai phương pháp điển hình là phản ứng với natri peroxide sau khi hòa tan bằng nước cường toan, và phương pháp hòa tan vào hỗn hợp clo bằng Acid clohydric.
Sau khi hỗn hợp được hòa tan, iridi được tách ra khỏi nhóm kim loại platin bằng cách tạo kết tủa amoni hexachloroiridate ((NH
4)
2IrCl
6) hoặc tách IrCl2−
6 bằng các amin hữu hơ. Phương pháp kết tủa tương tự như quy trình Tennant và Wollaston sử dụng để tách chúng. Phương pháp thứ 2 có thể được thực hiện bằng cách chiết tách chất lỏng-chất lỏng liên tục và thích hợp hơn với sản xuất quy mô công nghiệp. Trong cả hai trường hợp, sản phẩm được khử bằng hydro, tạo ra kim loại ở dạng bột hoặc kim loại dạng bọt, loại này có thể được xử lý bằng các kỹ thuật luyện kim bột.
Giá iridi dao động trong khoảng đáng kể. Với khối lượng tương đối nhỏ trên thị trường thế giới (so với các kim loại công nghiệp khác như nhôm hay đồng), giá iridi thay đổi mạnh với sự không ổn định về sản lượng, nhu cầu, đầu cơ, tích trữ, và tình hình chính trong ở các quốc gia sản xuất. Là một chất có các tính chất hiếm, giá của nó đặc biệt bị ảnh hưởng bởi những thay đổi của công nghệ hiện đại:
Giá nó giảm liên tục trong khoảng 2001 và 2003 liên quan đến tình trạng thừa cung từ các lò nấu Ir được sử dụng trong phát triển công nghiệp các tinh thể lớn đơn lẻ.
Tương tự giá đạt trên 1000 USD/oz trong khoảng 2010 và 2014 được giải thích là do việc lắp đặt các nhà máy tổng hợp tinh thể sapphire đơn dùng trong LED TV.

## Ứng dụng
Nhu cầu iridi dao động trong khoảng từ 2,5 tấn năm 2009 đến 10,4 năm 2010, hầu hết là các ứng dụng liên quan đến điện tử làm tăng từ 0,2 đến 6 tấn – các nồi nấu kim loại iridi được sử dụng phổ biến để nuôi các tinh thế đơn lẻ chất lượng cao, làm cho nhu cầu tăng mạnh. Việc tăng lượng tiêu thụ iridi được dự đoán đạt bảo hòa vì được dồn vào các lò nấu kim loại, như đã diễn ra trước đây trong thập niên 2000. Các ứng dụng chính khác như làm bugi đánh lửa tiêu thụ 0,78 tấn iridi năm 2007, điện cực trong công nghệ chloralkali (1,1 tấn năm 2007) và xúc tác hóa học (0,75 năm 2007).

### Trong công nghiệp và y học

Cấu trúc phân tử của Ir(mppy)_{3}

Tính chống mòn, độ cứng và nóng chảy cao của iridi và các kim loại của nó định hình nên hầu hết các ứng dụng của chúng. Iridi và đặc biệt là hợp kim iridi-platin hoặc iridi-osmi có a low wear và được sử dụng, ví dụ trong hệ thống pét phun nhiều lỗ, qua đó nhựa polymer lỏng được đẩy ra tạo thành các sợi chỉ nhân tạo. Osmi–iridi được dùng làm vòng la bàn và để giữa thăng bằng.
Khả năng chống lại ăn mòn hồ quang làm cho các hợp kim iridi là vật liệu lý tưởng để làm bề mặt tiếp xúc điện trong bugi, và các bugi dùng iridi đặc biệt được sử dụng trong ngành hàng không.
Iridi tinh khiết cực giòn, rất khó hàn các đới nứt chịu tác động của nhiệt, nhưng nó có thể dễ uốn hơn khi thêm một lượng nhỏ titan và zirconi (khoảng 0,2%)
Sự ăn mòn và chịu nhiệt làm cho iridi là một hợp kim quan trọng. các bộ phận động cơ máy bay có tuổi thọ lâu nhất định được làm từ hợp kim iridi, và hợp kim iridi-titan được dùng làm các ống dẫn ở vùng nước sâu do đặc điểm chống ăn mòn của nó. Iridi cũng được dùng làm chất làm cứng hơn trong các hợp kim platin. Độ cứng Vickers của platin nguyên chất là 56 HV, trong khi đó khi thêm vào với tỷ lệ 50% iridi nó làm tăng độ cứng của hợp kim lên hơn 500 HV.
Các thiết bị phải làm việc trong điều kiện nhiệt độ cực kỳ cao thường được làm từ iridi. Ví dụ, các lò nấu kim loại nhiệt độ cao làm từ iridi được dùng trong công nghệ Czochralski để tạo ra các tinh thể oxide đơn lẻ (như sapphire) để sử dụng trong các thiết bị bộ nhới của máy tính và trong các máy laser trạng thái rắn. Các tinh thể như gadolinium gallium garnet và ytrium gallium garnet, được nuôi dưỡng bằng cách làm tan chảy tiền thiêu kết hỗn hợp các oxide trong điều kiện oxy hóa ở nhiệt độ lên đến 2100 °C.
Các hợp chất iridi được sử dụng làm chất điện phân trong công nghệ Cativa để cacbonyl hóa methanol tạo ra acid acetic.
Đồng vị phóng xạ iridi-192 là một trong 2 nguồn năng lượng quan trọng nhất được dùng trong công nghiệp như chụp ảnh phóng xạ-γ trong các thí nghiệm không phá hủy các kim loại. Ngoài ra, 192Ir được sử dụng làm nguồn cung cấp phóng xạ gama trong điều trị ung thư, một dạng xạ trị mà các nguồn phóng xạ đóng gói được đặt bên trong hoặc gần khu vực cần điều trị trong cơ thể. Các điều trị đặc biệt như cận xạ trị tiền liệt liều cao, cận xạ trị ống mật, và cận xạ trị hốc cổ tử cung.
Iridi là chất điện phân tốt trong việc phân hủy hydrazine (thành nitơ và ammoniac), và việc phân hủy này được dùng trong các động cơ tên lửa đẩy lực thấp; xem thêm ở tên lửa một động cơ đẩy (monopropellant rocket).

### Trong khoa học

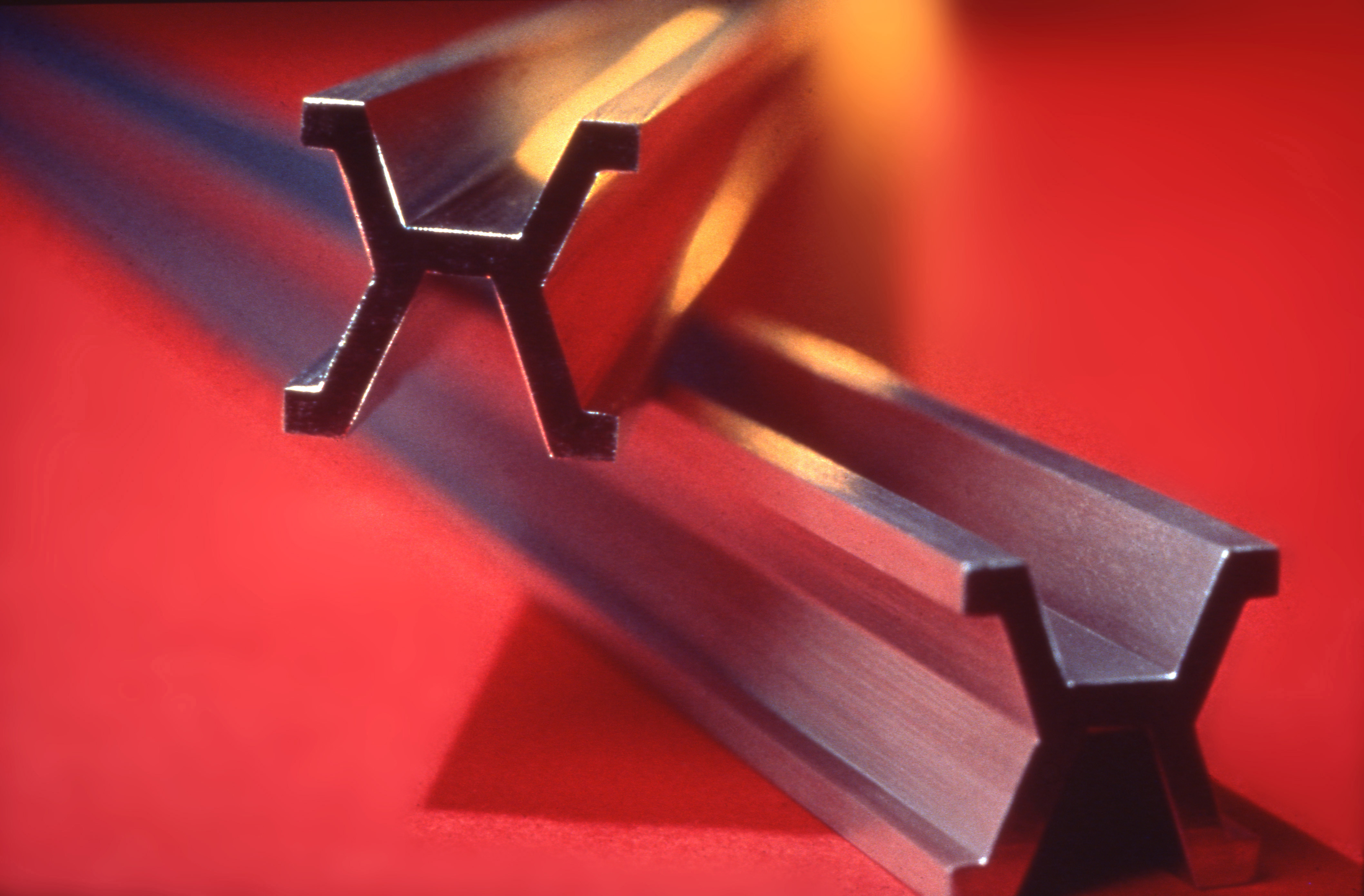
Thanh Thước nguyên bản quốc tế (International Prototype Metre)

Một hợp kim gồm 90% platinvà 10% iridi được sử dụng năm 1889 để làm thiết bị đo International Prototype Metre và kilogram, được lưu trữ tại International Bureau of Weights and Measures gần Paris. Thanh thước được thay thế bằng việc định nghĩa đơn vị đo chiều dài cơ bản vào năm 1960 bởi một vạch quang phổ nguyên tử của krypton, nhưng nguyên mẫu đo kilogram vẫn được dùng làm thang chuẩn quốc đế về đo khối lượng.
Iridi từng được sử dụng trong việc phát nhiệt điện đồng vị phóng xạ của một phi thuyền không gian chưa được đặt tên thuộc các chương trình Voyager, Viking, Pioneer, Cassini, Galileo, và New Horizons. Iridi đã được chọn để đóng gói nhiên liệu plutoni-238 trong các máy phát điện vì nó có thể chịu được nhiệt độ hoạt động lên đến 2000 °C và do nó có độ bền lớn.
Ứng dụng khác quan tâm đến tính quang học của tia-X, đặc biệt là các kính viễn vọng tia-X. Các gương của đài thiên văn tia X Chandra được phủ bởi một lới iridi dày 60 nm. Iridi thể hiện là lựa chọn tốt nhất cho các phản xạ tia X sau nickel, vàng và platin được thử nghiệm. Lớp iridi phải nhẵn ở mức vài phân tử đã được ứng dụng bằng cách đắp lớp hơn iridi trong chân không trên lớp nền crôm.
Iridi được dùng trong vật lý hạt để tạo ra các phản proton, một hạt phản vật chất. Các phản protons được tạo ra bằng cách bắn phá một chùm proton mật độ cao ở một mục tiêu chuyển đổi (conversion target), điều này cần được tạo ra từ một vật liệu tỉ trọng rất cao. Thay vì có thể dùng tungsten, thì iridi là loại có thuận lợi hơn do tính ổn định tốt hơn trong điều kiện các sóng chấn động được tạo ra khi nhiệt độ tăng do tác động của các tia.

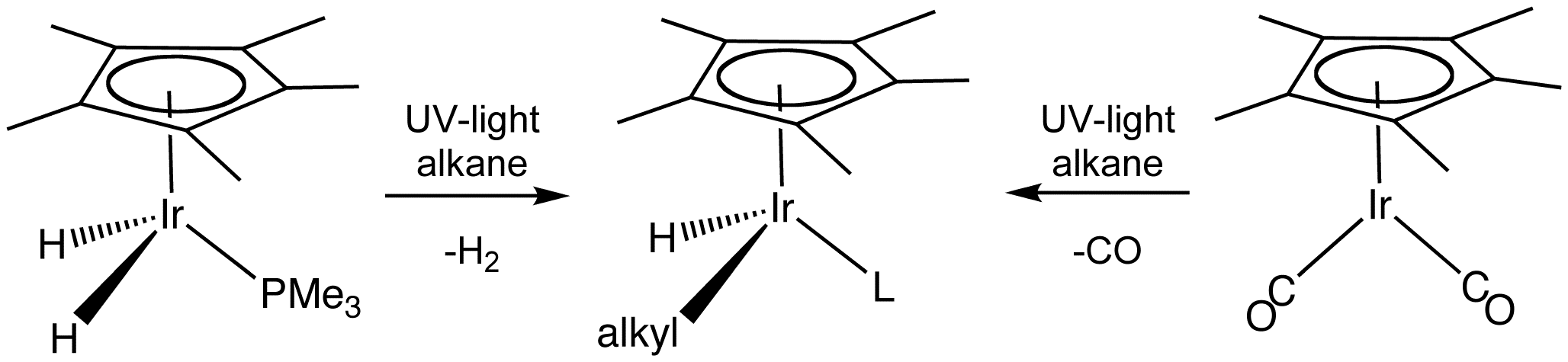
Cộng hợp oxy hóa với các hydrocarbon trong hóa cơ kim

Kích hoạt liên kết C-H (Carbon–hydrogen bond activation) là một lĩnh vực nghiên cứu về các phản ứng tách các liên kết C-H, mà trước đây được coi là không thể phản ứng. Thông cáo đầu tiên về sự thành công trong việc tác liên kết C-H trong các hydrocarbon bảo hòa được công bố năm 1982, đã sử dụng các phức cơ kim iridi thông qua quá trình cộng hợp oxy hóa với hydroacbon.
Các phức của iridi đang được nghiên cứu ở dạng chất điện phân trong phản ứng hydro hóa đối xứng. Các chất điện phân này được sử dụng trong việc tổng hợp các sản phẩm tự nhiên và có thể hydro hóa các chất khó hydro hóa hơn như các anken phi chức năng, tổng hợp không đối xứng (chỉ tạo ra một trong hai đồng phân đối hình tiềm năng).
Iridi tạo thành một loạt các phức cơ bản of fundamental interest in triplet harvesting.

### Lịch sử ứng dụng

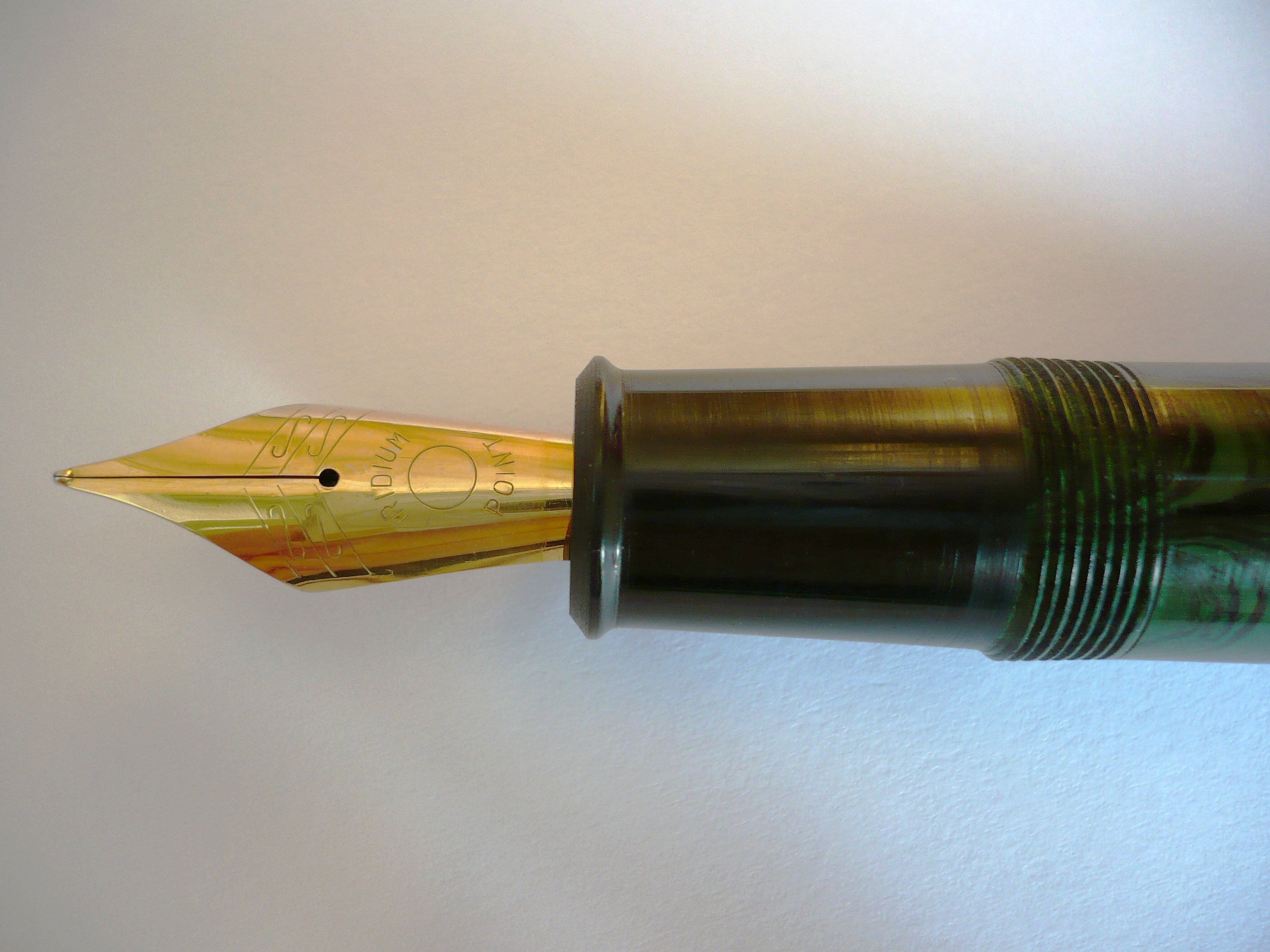
Ngòi bút máy gắn Iridium Point

Các hợp kim iridi–osmi đã được sử dụng làm ngòi bút bút máy. Ứng dụng quan trọng đầu tiên của iridi được thực hiện năm 1834 trong một đầu bút gắn trên vàng. Từ năm 1944, cây bút máy nổi tiếng Parker 51 có đầu là hợp kim rutheni và iridi (với 3,8% iridi). các nguyên liệu quan trọng làm đầu bút máy hiện đại về truyền thống vẫn được gọi là "iridi", mặc dù chúng không có một ít iridi nào trong đó; các kim loại khác như rutheni, osmi và tungsten được dùng thay cho iridi.
Một hợp kim iridi–platin đã được dùng làm touch hole hay rãnh nhỏ trong súng thần công. Theo một báo cáo về Triễn lãm Paris năm 1867, một trong những mảnh này được Johnson and Matthey trưng bày "has been used in a Withworth gun for more than 3000 rounds, and scarcely shows signs of wear yet. Those who know the constant trouble and expense which are occasioned by the wearing of the vent-pieces of cannon when in active service, will appreciate this important adaptation".
Chất tạo màu đen iridi gồm các bột iridi rất mịn, được dùng trong sơn porcelain an intense black; it was said that "all other porcelain black colors appear grey by the side of it".

## Chú ý
Iridi ở dạng khối kim loại không có vai trò sinh học quan trọng hoặc nguy hiểm đối với sức khỏe do nó không phản ứng với các tế bào; chỉ có khoảng 20 ppt (một phần tỉ) iridi có mặt trong tế bào. Tuy nhiên, bột iridi mịn có thể nguy hiểm khi tiếp xúc, vì nó là một chất kích thích và có thể cháy trong không khí.
Có rất ít thông tin về độc tính của các hợp chất iridi do chúng được sử dụng với số lượng rất nhỏ, nhưng các muối hòa tan như iridi halide, có thể nguy hiểm do các nguyên tố khác trong hợp chất hơn là do iridi. Hầu hết các hợp chất iridi không hòa tan nên nó khó hấp thụ vào trong cơ thể.
Đồng vị phóng xạ của iridi, 192Ir thì nguy hiểm giống như các đồng vị phóng xạ khác. Tổn thương được thông báo duy nhất liên quan đến việc tiếp xúc 192Ir là loại được dùng trong cận xạ trị. Bức xạ gama năng lượng cao của 192Ir có thể làm tăng nguy cơ gây ung thư. Tiếp xúc bên ngoài có thể gây bỏng, nhiễm độc phóng xạ, và chết. Ăn 192Ir vào có thể đốt cháy lớp lót dạ dày và ruột. 192Ir, 192mIr, và 194mIr có xu hướng tích tụ trong gan, và có thể gây nguy hiểm cho sức khỏe do bức xạ beta và gamma.